# Monique Schwitter
Monique Schwitter (ur. 2 marca 1972 w Zurychu) – szwajcarska pisarka i aktorka.

## Życiorys
W latach 1993–1997 Schwitter studiowała reżyserię teatralną i aktorstwo na Uniwersytecie Mozarteum w Salzburgu. Następnie była zaangażowana jako aktorka w teatrach w Zurychu, Frankfurcie oraz od 2000 do 2004 w Grazu. W latach 2005–2010 była członkinią zespołu w Deutsches Schauspielhaus w Hamburgu. W tym czasie pracowała również jako recytatorka, artystka radiowa i dubbingowa oraz jako reżyserka, zwłaszcza programów literackich o m.in. Peterze Handke, Ernście Jandle, Raymondzie Queneau i Sarah Kane. W Deutsches Schauspielhaus prowadziła także własny salon literacki „Damensalon” i śpiewała bluesa. Jako aktorka występowała na wielu festiwalach teatralnych, m.in. Dni Teatru Mülheim (1999), „Reich und Berühmt” w Berlinie (2001), „Theater der Welt” w Stuttgarcie (2005), Festiwal Wiedeński (2006), Festiwal w Salzburgu (2006), „Theaterformen” w Hanowerze (2007) i Berlin Theatertreffen (2008).
Od 2002 r. publikowała własne teksty, prozę i opowiadania, początkowo w różnych pismach literackich, zwłaszcza w Manuskripten, po tym jak zwrócił na nią uwagę redaktor pisma Alfred Kolleritsch. W 2005 roku wydała swój pierwszy tom opowiadań Wenn's schneit bei Krokodil, za który w 2006 roku otrzymała Nagrodę im. Roberta Walsera oraz nagrodę Fundacji Schillera. W 2008 roku teatr w Lucernie zamówił u niej sztukę Himmels-W, która miała premierę 3 kwietnia 2008 roku. W tym samym roku wzięła udział w konferencji Maxa Frischa na Uniwersytecie Brukselskim. Również w 2008 roku pojawiła się jej pierwsza powieść Ohren haben keine Lider, która w 2010 roku została przetłumaczona na język chiński i zaprezentowana na Shanghai Expo. W 2011 roku ukazał się zbiór opowiadań Goldfischgemäcktnis. W 2010 roku postanowiła zrezygnować z kariery aktorskiej i pracować jako niezależna pisarka.
Na zaproszenie Hildegard Elisabeth Keller Monique Schwitter wzięła udział w Ingeborg Bachmann Prize 2015. W tym samym roku jej powieść Eins im Andern została nominowana do Niemieckiej Nagrody Książkowej i otrzymała również Szwajcarską Nagrodę Książkową. Była także wśród laureatów Szwajcarskiej Nagrody Literackiej 2016. W powieści Eins im Andern Schwitter buduje interesujący splot refleksji wokół emocjonalnych, w tym erotycznych, doświadczeń kobiety w średnim wieku i metodologii narracyjnej, sięgającej do zabiegów metafikcjonalnych i intertekstualnych. W powieści występuje również wątek polski, którym jest romans głównej protagonistki z polskim reżyserem Tadeuszem.
W Polsce o Monique Schwitter pisał Andrzej Kopacki w tekście Gdyby Jezus był kobietą czyli nauka chodzenia. O powieści Monique Schwitter Jedno w drugim opublikowanym w piśmie Literatura na świecie oraz w tekście Praca Kaliope. Eros i narracja Szkice o prozie autorek niemieckojęzycznych i polskich w XXI wieku. Z Monique Schwitter przeprowadziła również wywiad Katarzyna Leszczyńska. Wywiad noszący tytuł Szereg roziskrzonych chwil (rozmowa) został umieszczony w polskim tłumaczeniu w Literaturze na świecie. W tym samym wydaniu pisma opublikowane zostały trzy rozdziały powieści Eins im Andern (Jedno w drugim) w polskim tłumaczeniu.
Monique Schwitter mieszka z mężem i dwoma synami w wieku 12 i 10 lat (2022) w Hamburgu.

## Dzieła
- Wenn’s schneit beim Krokodil. Erzählungen. Literaturverlag Droschl(inne języki), Graz 2005, ISBN 978-3-8542-0694-1. (Gdy u krokodyla prószy śnieg)
- Ohren haben keine Lider. Roman. Residenz, Salzburg 2008, ISBN 978-3-7017-1494-0. (Uszy nie mają powiek)
- Himmels-W. Theaterstück 2008.
- Goldfischgedächtnis. Erzählungen. Literaturverlag Droschl, Graz 2011, ISBN 978-3-8542-0789-4. (Pamięć złotej rybki)[10]
- Eins im Andern. Roman. Literaturverlag Droschl, Graz 2015, ISBN 978-3-85420-969-0. (Jedno w drugim)[11]

## Salon literacki "Damensalon"
W tym literackim salonie Monique Schwitter prezentowała swoją ulubioną literaturę w każdą pierwszą środę miesiąca od marca 2006 do lipca 2008 w Deutsches Schauspielhaus w Hamburgu.
- 1 marca 2006: Sylvia Plath: Trzy kobiety. Poemat na trzy głosy
- 5 kwietnia 2006: Elsa von Freytag-Loringhoven: Mein Mund ist lüstern
- 3 maja 2006: Mela Hartwig(inne języki): Das Weib ist ein Nichts
- 7 czerwca 2006: Ingeborg Bachmann w 80. urodziny: Performance & Party
- 4 października 2006: Marina Cwietajewa: Niezdziesznij wieczer
- 1 listopada 2006: prezentacja książki: „Dies Suchen und dies Finden“ – 100 Gedichte der beliebtesten Dichterinnen deutscher Sprache.
- 6 grudnia 2006: Fleur Jaeggy: Gniew niebios
- 3 stycznia 2007: Jutta Heinrich(inne języki): Das Geschlecht der Gedanken
- 7 lutego 2007: Inge Stephan(inne języki): Das weibliche Alphabet von Aichinger bis Zürn – Meisterwerke deutschsprachiger Autorinnen des 20.Jahrhunderts..
- 7 marca 2007: Irène Némirovsky: Le Bal
- 4 kwietnia 2007: Leonora Carrington: The Hearing Trumpet (Trąbka do słuchania) (1976), tłum. polskie Maryna Ochab, wyd. 1998
- 2 maja 2007: Zinnie Harris: Nightingale und Chase
- 6 czerwca 2007: Brankica Becejac: Ich bin so wenig von hier wie von dort
- 3 października 2007: Gisela Elsner(inne języki) w 70. urodziny z dr Krystyną Künzel
- 7 listopada 2007: Żeńskie postacie Odmieńców autorstwa austriackich autorek
- 5 grudnia 2007: Kochanek Europy
- 6 lutego 2008: Café Größenwahn
- 5 marca 2008: córki Algierii: Leila Marouane i Assia Djebar
- 2 kwietnia 2008: Martha Gellhorn: Pary
- 7 maja 2008: Niedostępni kochankowie: Annemarie Schwarzenbach i Carson McCullers
- 4 czerwca 2008: Agota Kristof: Hier
- 2 lipca 2008: Najlepsze na koniec: Od Adelheid Duvanel do Jean Rhys

## Nagrody
- 2001: Nominacja Nestroya jako Najlepszy Młody Talent za rolę Mariedl w Die Presidentinnen Wernera Schwaba
- 2003: Nominacja Nestroy dla najlepszej aktorki za rolę Janis Joplin i Marie w Woyzeck Georga Büchnera
- 2004: Stypendium Hermanna Lenza
- 2005: Nagroda Fundacji Marianne i Curt Dienemann
- 2006: Nagroda im. Roberta Walsera
- 2006: Nagroda Szwajcarskiej Fundacji Schillera
- 2011: Nagroda Literacka Rotahorn(inne języki)
- 2012: Stypendium rezydencyjne na wydziale literatury w Künstlerhaus Lauenburg
- 2013: Manuskripte-Preis kraju związkowego Steiermark
- 2015: Swiss Book Prize za Eins im Andern
- 2016: Stypendium literackie Domu Heinricha Heinego w Lüneburgu
- 2016: Szwajcarska Nagroda Literacka(inne języki)